# Actiones in personam
Actiones in personam (znane również jako Condictiones) – powództwa o charakterze osobistym. W prawie rzymskim grupa powództw służących do ochrony zobowiązań (wierzytelności).

## Cechy charakterystyczne
Gaius opisywał powództwa obligacyjne następująco:

Powództwem in personam jest takie, którym skarżymy ilekroć spieramy się z kimś, kto jest wobec nas zobowiązany z umowy lub deliktu, to jest gdy twierdzimy, że obowiązany jest nam dać, czynić lub świadczyć.

Powództwa obligacyjne wnoszono również przy zobowiązaniach powstałych ze zdarzeń prawnych innych niż kontrakt czy delikt, bądź też na wypadek niewykonania lub nienależytego wykonania zobowiązania.
W powództwach in personam roszczenie powoda kierowane było – w odróżnieniu od actiones in rem – ku konkretnie oznaczonej i z góry wiadomej osoby, tj. do dłużnika. Osoba dłużnika wymieniana była w intentio formułki. Różnica między actiones in personam i actiones in rem stała się podstawą podziału praw podmiotowych na względne i bezwzględne.
Podział powództw na in rem i in personam był podstawowym sposobem systematyzowania skarg w prawie rzymskim.

## Actiones in rem scriptae
Do wyjątków należała sytuacja, kiedy powództwo in personam kierowano także przeciwko innej niż dłużnik osobie trzeciej – pozostającej w określonym związku z roszczeniem powoda. Powództwa takie określano jako in rem scriptae. Za przykład można podać actio quod metus causa.

## Litis contestatioi konsumpcja skargi
W sprawie wszczętej za pomocą actio in personam, prowadzonej w iudicium legitimum i z formułką zawierającą intentio opartą na prawie cywilnym (tj. actio in ius concepta), z chwilą dokonania litis contestatio następowała z mocy samego prawa tzw. konsumpcja skargi. Oznaczała ona wygaśnięcie dotychczasowego stosunku prawnego między stronami zobowiązania. W szczególności gasło roszczenie materialne powoda. Jednocześnie po stronie powoda rodziło się uprawnienie do uzyskania wyroku opartego na treści formułki. Po stronie pozwanego rodził się obowiązek poddania się wyrokowi. W konsekwencji powód nie mógł już ponownie wytoczyć powództwa w tej samej sprawie. Odpowiadało to zasadzie bis de eadem re ne sit actio.